# Розвезев, Александр Павлович
Александр Павлович Розвезев — советский хозяйственный и государственный деятель, лауреат Государственной премии СССР за выдающиеся достижения в труде.

## Биография
Родился в 1936 году в Большечерниговском районе Куйбышевской области. Член КПСС.
В 1950—1991 годах — прицепщик, тракторист, военнослужащий Советской армии, звеньевой уборочно-транспортного звена колхоза «Степной маяк» Большечерниговского района Куйбышевской области.
За широкое использование результатов научных исследований и передового опыта, повышение культуры земледелия, эффективное использование техники, обеспечившие значительный рост производства зерна, и инициативу в развитии движения наставников был в составе коллектива удостоен Государственной премии СССР за выдающиеся достижения в труде 1977 года.
В жатве 1978 года в Большечерниговском районе было сформировано 28 уборочно-транспортных звеньев. Звено Розвезева выступило инициатором соревнования за намолот по 100 тонн зерна на комбайн в сутки. Инициатива розвезевцев была горячо поддержана коллективами всех уборочно-транспортных звеньев и отрядов. В результате этого почина Большечерниговский район перевыполнил план сдачи зерна на 44 % до 178 тысяч тонн зерна.
Умер в Большой Черниговке.
Именем Розвезева названа улица в Большой Черниговке.

## Награды
- Орден Ленина
- Орден Трудового Красного Знамени